# فريدي باريرو
فريدي باريرو (بالإسبانية: Freddy Bareiro) هو لاعب كرة قدم باراغواياني في مركز الهجوم، ولد في 27 مارس 1982 في ايتاجوا في باراغواي. شارك مع منتخب باراغواي تحت 20 سنة لكرة القدم ومنتخب باراغواي الأولمبي لكرة القدم ومنتخب باراغواي لكرة القدم. أما مع النوادي، فقد لعب مع أوليمبيا أسونسيون وسيرو بورتينيو وكلوب ليون ونادي تيكوس ونادي ساتورن رامنسكوي ونادي ليبرتاد وناسيونال أسونسيون.

## وصلات خارجية
- فريدي باريرو على موقع الاتحاد الدولي (مؤرشف)  (الإنجليزية)
- فريدي باريرو على موقع قاعدة بيانات كرة القدم.إي يو (الإنجليزية)
- فريدي باريرو على موقع ناشيونال فوتبول تيمز (الإنجليزية)
- فريدي باريرو على موقع Soccerway.com (الإنجليزية)
- فريدي باريرو على موقع أوليمبيديا (الإنجليزية)